# Liste der denkmalgeschützten Objekte in Pusterwald
Die Liste der denkmalgeschützten Objekte in Pusterwald enthält die denkmalgeschützten, unbeweglichen Objekte der Gemeinde Pusterwald im steirischen Bezirk Murtal.

## Denkmäler
| Foto  |                 | Denkmal                                                                    | Standort                              | Beschreibung | Metadaten |
| ----- | --------------- | -------------------------------------------------------------------------- | ------------------------------------- | --- | --- |
| BW    | Datei hochladen | Pfarrhof HERIS-ID: 89064 Objekt-ID: 103660                                 | Pusterwald 52 Standort KG: Pusterwald | | BDA-Hist.: Q37731823 Status: § 2a Stand der BDA-Liste: 2025-06-30 Name: Pfarrhof GstNr.: .9                                                                |
| ja BW | Datei hochladen | Kath. Pfarrkirche Maria-Moos und Friedhof HERIS-ID: 51744 Objekt-ID: 57499 | Standort KG: Pusterwald               | Die spätgotische Kirche wurde um 1430 erbaut und ist von einem ummauerten Friedhof umgeben. Das Langhaus wurde 1695 erhöht und überwölbt. | BDA-Hist.: Q15119408 Status: § 2a Stand der BDA-Liste: 2025-06-30 Name: Kath. Pfarrkirche Maria-Moos und Friedhof GstNr.: .6, 17 Pfarrkirche Maria im Moos |